# Teorema del número pentagonal
En matemáticas, el teorema del número pentagonal, originalmente formulado por Leonhard Euler, da una equivalencia entre la representación en forma producto 
y de serie de la función de Euler. Se formula como:
| {\displaystyle \prod _{n=1}^{\infty }(1-x^{n})=\sum _{k=-\infty }^{\infty }(-1)^{k}x^{k(3k-1)/2}} Leonhard Euler (1775) |

O escrito como:
{\displaystyle (1-x)(1-x^{2})(1-x^{3})\cdots =1-x-x^{2}+x^{5}+x^{7}-x^{12}-x^{15}+x^{22}+x^{26}+\cdots }
Una de las características principales, y a la vez interesante, es la cancelación de algunos términos al desarrollar el producto. Los coeficientes 1, 2, 5, 7, 12... que aparecen en los exponentes 
en la parte derecha de la identidad corresponden a los números pentagonales (más exactamente, a los números pentagonales generalizados).
Si nosotros tratamos la serie resultante como una serie de potencias, ésta tiene un radio de convergencia igual a 1. Ignorando el radio de convergencia, y basándonos en su serie de potencias formal, 
el teorema sigue cumpliéndose, ya que éste sólo hace una equivalencia entre una representación en forma de suma y de producto.
A continuación se muestran un par de pruebas en términos modernos, aunque si uno lo desea, puede consultar la prueba original de Euler aquí.

## Prueba por combinatoria
El teorema puede ser demostrado dando una interpretación combinatorial en términos de particiones. En particular, el miembro de la izquierda es una función generadora para 
el número de particiones de n en un número par de distintas partes menos el número de particiones de n en un número impar de distintas partes.
Por ejemplo, el coeficiente de x5 es 1 porque solamente hay dos maneras de descomponer 5 en un número par de distintas partes (4+1 y 3+2), pero solamente hay una única manera de descomponer 5 en un número impar de partes (el 5 en sí).
De esta interpretación se sigue una elegante prueba por el método de involución. Consideremos el gráfico Ferrers de cualquier partición de n en distintas partes. Para que se vea gráficamente, el diagrama 
que se muestra a continuación es para n = 20 y la partición 20 = 7 + 6 + 4 + 3.
Sea k el número de elementos de la menor fila de nuestro gráfico. Sea s el número de elementos situados más a la derecha que forman diagonal (en los gráficos están indicados en rojo). Así pues, en el gráfico de arriba, k = 3,s = 2.
Si k > s nosotros podemos tomar los elementos en diagonal más a la derecha y ubicarnos como una nueva fila. Siguiendo con el ejemplo de arriba, esto nos quedaría de la siguiente manera:
Si este no es el caso (como en nuestro recién formado gráfico donde k = 2 y s = 5), nosotros podemos revertir el proceso moviendo la fila inferior a una nueva diagonal ( en efecto, añadiendo 1 elemento de la fila inferior las primeras k filas). 
En nuestro caso, esta acción nos devolverá al primer gráfico. 
Un poco de reflexión muestra que, de hecho, la aplicación de este proceso dos veces nos lleva al gráfico original y el proceso siempre cambia la paridad del número de filas. Por lo tanto este proceso (cuando se puede realizar) nos permite aparear los gráficos de Ferrer 
obteniendo 1 o -1 en la suma original. Así, todo se anula, salvo en los casos en los que esta operación no puede realizarse. De hecho, hay dos de ellos:
1) k = s y la diagonal más a la derecha y la fila de abajo se encuentran, por ejemplo:
Al realizar la operación, el resultado sería
el cual falla al cambiar la paridad del número de filas, y no es reversible en el sentido de que al realizar la operación otra vez, nosotros no podemos volver de nuevo al gráfico original. 
Si hay k elementos en la última fila del gráfico original, entonces:
{\displaystyle n=k+(k+1)+(k+2)+\cdots +(2k-1)={\frac {k(3k-1)}{2}}}
2) k = s + 1 y la diagonal más a la derecha y la fila de abajo se encuentran, por ejemplo:
La operación requiere mover la diagonal más a la derecha a la fila de abajo, pero entonces tendríamos 2 filas de 3 elementos, lo cual contradice el que estemos contando particiones en números distintos de partes. 
Éste es el caso previo, pero con una fila menos así pues
{\displaystyle n=k+(k+1)+(k+2)+\cdots +(2k-2)={\frac {(k-1)(3k-2)}{2}}={\frac {m(3m-1)}{2}}}
donde m = 1-k (obsérvese que m es negativo).
Resumiendo, se ha mostrado que las particiones de un número par en distintas partes y de un número impar en distintas partes exactamente se cancelan mutuamente, excepto para los números pentagonales generados por números enteros (negativos incluidos), 
por tanto, desarrollando el producto y aplicando los métodos expuestos a cada  xn, se obtiene
{\displaystyle (1-x)(1-x^{2})(1-x^{3})\cdots =1-x-x^{2}+x^{5}+x^{7}-x^{12}-x^{15}+x^{22}+x^{26}+\cdots }
de lo que se sigue la identidad inicial.

## Prueba por biyección
Otra manera de probar la identidad es observar las implicaciones de ciertos conjuntos de particiones. Para empezar, nosotros sabemos que el producto
{\displaystyle \prod _{n\in \mathbb {N} }(1-x^{n})}
es inverso (en términos de serie de potencias formal) que la más conocida función generadora de la función partición p(n)
{\displaystyle \prod \limits _{k\in \mathbb {N} }(1-x^{k})^{-1}=\sum \limits _{n\in \mathbb {N} _{0}}p(n)x^{n}}
Claramente, uno puede observar que
{\displaystyle \left(\sum _{n=0}^{\infty }p(n)x^{n}\right)\cdot \left(\sum _{n=0}^{\infty }a_{n}x^{n}\right)=1}
donde an es el coeficiente de xn en la expansión del producto que pretendemos desarrollar. Nosotros también vemos que
{\displaystyle a_{0}\cdot p(0)=a_{0}=1\,\!}
y también que
{\displaystyle \sum _{i=0}^{n}p(n-i)a_{i}=0\quad \forall \;n\geq 1.}
Se puede ver que esto resulta ser una relación recursiva, de la cual cada elemento ai se define de forma única. Si tenemos que encontrar un
{\displaystyle a_{i}:={\begin{cases}1&{\mbox{ if }}i={\frac {1}{2}}(3k^{2}\pm k){\mbox{ y }}k{\mbox{ es par}}\\-1&{\mbox{ if }}i={\frac {1}{2}}(3k^{2}\pm k){\mbox{ y }}k{\mbox{ es impar}}\\0&{\mbox{ en cualquier otro caso }}\end{cases}}}
para i ≥ 1 (que es lo que buscamos), es necesario substituir esta fórmula en nuestra relación recursiva para ai,
{\displaystyle \sum _{i}(-1)^{i}p(n-b_{i})\,\!}
donde n > 0 y {\displaystyle b_{i}:={\frac {1}{2}}(3i^{2}+i)} para todos los valores de i tales que bi ≤ n (tanto negativos como positivos) de lo que
se obtiene que
{\displaystyle \sum _{i{\text{ par}}}p(n-b_{i})=\sum _{i{\text{ impar}}}p(n-b_{i})\,\!}
lo que traducido en términos de conjuntos de particiones como por el hecho de que
{\displaystyle {\mathcal {X}}:=\bigcup _{i{\text{ par}}}{\mathcal {P}}(n-b_{i}){\mbox{ y }}{\mathcal {Y}}:=\bigcup _{i{\text{ impar}}}{\mathcal {P}}(n-b_{i})}
tienen la misma cardinalidad (usando las mismas restricciones que antes para i y n). Lo único que falta es encontrar una biyección 
de un conjunto al otro y es fácil comprobar que la función {\displaystyle \varphi :{\mathcal {X}}\rightarrow {\mathcal {Y}}} con los mapas de partición 
{\displaystyle {\mathcal {P}}(n-b_{i})\ni \lambda :n-b_{i}=\lambda _{1}+\lambda _{2}+\dotsb +\lambda _{\ell }} a la partición {\displaystyle \lambda '=\varphi (\lambda )} donde
{\displaystyle \varphi (\lambda ):={\begin{cases}\lambda ':n-b_{i-1}=(\ell +3i-1)+(\lambda _{1}-1)+\dotsb +(\lambda _{\ell }-1)&{\mbox{ if }}\ell +3i\geq \lambda _{1}\\\\\lambda ':n-b_{i+1}=(\lambda _{2}+1)+\dotsb +(\lambda _{\ell }+1)+\underbrace {1+\dotsb +1} _{\lambda _{1}-\ell -3i-1}&{\mbox{ if }}\ell +3i<\lambda _{1}\end{cases}}}
es en realidad una involución (y por tanto también una biyección), como lo que queda demostrada la identidad.
( Aquí, las particiones se muestran como {\displaystyle \lambda :n=\lambda _{1}+\lambda _{2}+\dotsb +\lambda _{\ell }} con {\displaystyle \lambda _{1}\geq \lambda _{2}\geq \dotsb \geq \lambda _{\ell }} 
y {\displaystyle {\mathcal {P}}(n)} denota el conjunto de todas las particiones de n )

## Generalizaciones
El teorema del número pentagonal es un caso particular del producto triple de Jacobi.
Las Q-Series generalizan la función de Euler, que está íntimamente relacionada con la función eta de Dedekind, que sucede en el estudio de formas modulares. 
El módulo de la función de Euler muestra la simetría del grupo modular fractal en el interior del conjunto de Mandelbrot.